# Brigitte Wenzel-Perillo
Brigitte Wenzel-Perillo este un om politic german, membru al Parlamentului European în perioada 1999-2004 din partea Germaniei. 
1. ↑  Deputații în Parlamentul European